# ホンダ・F型エンジン
ホンダ・F型エンジン（ホンダ・Fがたエンジン）は、本田技研工業で製造されていた中型車種及びS2000用の直列4気筒ガソリンエンジンである。

## 位置付けと特徴
A型の後継機種で、B型とC型の間を埋め、H型とは兄弟設計となっている。SOHCとDOHCのいずれも2個ずつの吸・排気バルブを備え、燃焼室の天井中央部に点火プラグが配置された。また、SOHC仕様はカムシャフトを避ける目的で、上側を吸気バルブ側に傾けている。4連シリンダーボアのアルミダイカスト製シリンダーブロックは、クランクシャフトの支持剛性を上げるためディープ・スカート形状を採用。2次のエンジンの振動を低減させるためのバランサーも装着された。

### SOHC/DOHC
- F18A/F20A/F20B/F22A/F22B

キャブレター（ダウンドラフト、固定ベンチュリ）仕様とPGM-FI（マルチポイント-インテークマニホールド噴射）仕様をラインナップし、キャブレター仕様には空燃比をより精密に制御するための2次エアが、PGM-FI仕様のインテークマニホールドには可変吸気装置が採用されている。

### SOHC VTEC
- F18B/F20B/F22B/F22B/F23A

高出力と実用性を両立する目的で可変バルブタイミング・リフト機構が装備されている。吸気側カムシャフトにのみ2種類のカム駒を設け、そこに接するスイングアームを切り替えて吸気バルブの開閉タイミング（バルブタイミング）とリフト量を変化させる仕様と、エンジンの低回転域で吸気バルブのうち片方をほぼ休止してリーンバーン運転をする「VTEC-E」に類似した仕様がある。さらに、ロッカーアームのカムとの摺動部にはフリクションの低減のためローラーを適用。
PGM-FI仕様のみだが、低燃費化のために一部仕様へインテークマニホールドから2次エアを供給し、燃料の霧化を促進するAAI（エアアシストインジェクター）と、吸気バルブ休止時に機能するスワールポートとが装備されている。さらに電動EGRバルブを適用して、EGR流量の大流量化と高精度の制御を行い、NOx排出の低減と低燃費化を図った。

### DOHC VTEC (第1世代)
- F20B

吸・排気ともバルブタイミングとリフト量を変化させ、中・低速域のトルクと高速域の出力を両立させている。

### DOHC VTEC (第2世代)
- F20C/F22C

S2000用に開発され、NAエンジンでの高出力化を実現するために各部を進化させたもので、従来のDOHC VTECをさらなる高回転、高出力化させながら、軽量／コンパクト化も図られている。FR車に搭載するため、回転方向は一般的な時計回りである。
フリクションの低減目的でロッカーアームのカムとの摺動部にローラーを適用し、そのローラーにVTECの連結ピンを内蔵することにより、慣性重量を低減し高回転化に対応した。カムシャフトの駆動には既存のベルト式より幅が薄いタイミングチェーンが採用され、シリンダーヘッドのコンパクト化に寄与している。また、軽量化と強度upのためにアルミ鍛造製ピストンを適用し、浸炭が施された鍛造製コネクティングロッドは小端部をテーパー形状化して慣性重量を低減、クランクシャフトの軸受けはラダーフレーム構造を採用するなど、各部に高回転化の対応が図られている。
スロットルレスポンスのために容積が減らされたインテークマニホールドは、高出力化のためにポート形状をストレート化した。エキゾーストマニホールドはステンレス製の4-2-1集合で、排気抵抗の低減や排気脈動による排気効率を高めた。
低排出ガス化の面では、CO、HC、NOxとも平成12年排出ガス規制値を50%以上下回っている。後のマイナーチェンジでは「U-LEV」に初めて適合した車両となった。排気ガス浄化を行う三元触媒には背圧や熱容量が少ないメタルハニカムを使用し、エアポンプによる排気2次エアー供給システムが装備されている。

## 歴史
- 1989年9月13日発表の4代目アコード及び初代アスコットに、F18AとF20A (SOHC/DOHC) が初採用。
- 1997年8月22日、初代オデッセイのマイナーチェンジでF23Aを搭載。
- 1999年4月15日、初代S2000にF20Cが初採用。
- 2009年8月に、S2000の生産終了で同機種の生産も終了。

## バリエーション

### F18A
- 弁機構：SOHC ベルト駆動 吸気2 排気2
- 排気量：1,849cc
- 内径×行程：85.0mm×81.5mm
- 燃料供給装置形式：キャブレター
- 参考スペック（CB1 アコード）
  - 最高出力：77kW(105PS)/6,000rpm
  - 最大トルク：143N·m(14.6kgf·m)/4,000rpm

### F18B
- 弁機構：SOHC VTEC ベルト駆動 吸気2 排気2
- 排気量：1,849cc
- 内径×行程：85.0mm×81.5mm
- 燃料供給装置形式：電子制御燃料噴射式（PGM-FI）
- 参考スペック（CF3 アコード）
  - 最高出力：103kW(140PS)/6,100rpm
  - 最大トルク：169N·m(17.2kgf·m)/5,000rpm

### F20A
SOHC (キャブレター)
- 弁機構：SOHC ベルト駆動 吸気2 排気2
- 排気量：1,997cc
- 内径×行程：85.0mm×88.0mm
- 燃料供給装置形式：キャブレター
- 参考スペック（CB3 アコード）
  - 最高出力：81kW(110PS)/6,000rpm
  - 最大トルク：158N·m(16.1kgf·m)/3,80rpm

SOHC (PGM-FI)
- 弁機構：SOHC ベルト駆動 吸気2 排気2
- 排気量：1,997cc
- 内径×行程：85.0mm×88.0mm
- 燃料供給装置形式：電子制御燃料噴射式（PGM-FI）
- 参考スペック（CB3 アコード）
  - 最高出力：96kW(130PS)/5,500rpm
  - 最大トルク：177N·m(18.1kgf·m)/4,500rpm

DOHC
- 弁機構：DOHC ベルト駆動 吸気2 排気2
- 排気量：1,997cc
- 内径×行程：85.0mm×88.0mm
- 燃料供給装置形式：電子制御燃料噴射式（PGM-FI）
- 参考スペック（CB3 アコード）
  - 最高出力：110kW(150PS)/6,100rpm
  - 最大トルク：186N·m(19.0kgf·m)/5,000rpm

### F20B
SOHC
- 弁機構：SOHC ベルト駆動 吸気2 排気2
- 排気量：1,997cc
- 内径×行程：85.0mm×88.0mm
- 燃料供給装置形式：電子制御燃料噴射式（PGM-FI）
- 参考スペック（CD4 アコード）
  - 最高出力：99kW(135PS)/5,700rpm
  - 最大トルク：181N·m(18.5kgf·m)/4,500rpm

SOHC VTEC
- 弁機構：SOHC VTEC ベルト駆動 吸気2 排気2
- 排気量：1,997cc
- 内径×行程：85.0mm×88.0mm
- 燃料供給装置形式：電子制御燃料噴射式（PGM-FI）
- 参考スペック（CF4 アコード/トルネオ）
  - 最高出力：110kW(150PS)/6,000rpm
  - 最大トルク：186N·m(19.0kgf·m)/5,000rpm

DOHC VTEC
- 弁機構：DOHC VTEC ベルト駆動 吸気2 排気2
- 排気量：1,997cc
- 内径×行程：85.0mm×88.0mm
- 燃料供給装置形式：電子制御燃料噴射式（PGM-FI）
- 参考スペック（CF4 アコード/トルネオ）
  - 最高出力：147kW(200PS)/7,200rpm
  - 最大トルク：196N·m(20.0kgf·m)/6,600rpm

### F20C
- 弁機構：DOHC VTEC チェーン駆動 吸気2 排気2
- 排気量：1,997cc
- 内径×行程：87.0mm×84.0mm
- 燃料供給装置形式：電子制御燃料噴射式（PGM-FI）
- 参考スペック（AP1 S2000）
  - 最高出力：184kW(250PS)/8,300rpm
  - 最大トルク：218N·m(22.2kgf·m)/7,500rpm

### F22A
- 弁機構：SOHC ベルト駆動 吸気2 排気2
- 排気量：2,156cc
- 内径×行程：85.0mm×95.0mm
- 燃料供給装置形式：電子制御燃料噴射式（PGM-FI）
- 参考スペック（CB9 アコードワゴン）
  - 最高出力：103kW(140PS)/5,600rpm
  - 最大トルク：192N·m(19.6kgf·m)/4,500rpm

### F22B
SOHC
- 弁機構：SOHC ベルト駆動 吸気2 排気2
- 排気量：2,156cc
- 内径×行程：85.0mm×95.0mm
- 燃料供給装置形式：電子制御燃料噴射式（PGM-FI）
- 参考スペック（BB5 プレリュード）
  - 最高出力：99kW(135PS)/5,200rpm
  - 最大トルク：192N·m(19.6kgf·m)/4,500rpm

SOHC VTEC
- 弁機構：SOHC VTEC ベルト駆動 吸気2 排気2
- 排気量：2,156cc
- 内径×行程：85.0mm×95.0mm
- 燃料供給装置形式：電子制御燃料噴射式（PGM-FI）
- 参考スペック（CD5 アコード）
  - 最高出力：107kW(145PS)/5,500rpm
  - 最大トルク：198N·m(20.2kgf·m)/4,500rpm

DOHC
- 弁機構：DOHC ベルト駆動 吸気2 排気2
- 排気量：2,156cc
- 内径×行程：85.0mm×95.0mm
- 燃料供給装置形式：電子制御燃料噴射式（PGM-FI）
- 参考スペック（BA8 プレリュード）
  - 最高出力：118kW(160PS)/6,000rpm
  - 最大トルク：201N·m(20.5kgf·m)/5,000rpm

### F22C
- 弁機構：DOHC VTEC チェーン駆動 吸気2 排気2
- 排気量：2,156cc
- 内径×行程：87.0mm×90.7mm
- 燃料供給装置形式：電子制御燃料噴射式（PGM-FI）
- 参考スペック（AP2 S2000）
  - 最高出力：178kW(242PS)/7,800rpm
  - 最大トルク：221N·m(22.5kgf·m)/6,500～7,500rpm

### F23A
- 弁機構：SOHC VTEC ベルト駆動 吸気2 排気2
- 排気量：2,253cc
- 内径×行程：86.0mm×97.0mm
- 燃料供給装置形式：電子制御燃料噴射式（PGM-FI）
- 参考スペック（RA6 オデッセイ）
  - 最高出力：110kW(150PS)/5,800rpm
  - 最大トルク：206N·m(21.0kgf·m)/4,800rpm

## 搭載車種
F18A
- アコード／アスコット（CB1/2）

F18B
- アコード（CD3）
- アコード／トルネオ（CF3）
- いすゞ・アスカ（CJ2）

F20A
- アコード／アスコット／アスコットイノーバ（CB3/4）
- アコードクーペ（CB6）

F20B
- アコード（CD4）
- アコード／トルネオ（CF4/5）
- アコードクーペ（CG4）
- いすゞ・アスカ（CJ1/3）

F20C
- S2000（AP1）

F22A
- アコードワゴン（CB9）
- アコードクーペ（CB7）

F22B
- アコード（CD5）
- アコードクーペ（CD7）
- アコードワゴン（CE1）
- オデッセイ（RA1/2）
- CL（YA1）
- プレリュード（BA8/9 BB5/7）

F22C
- S2000（AP2）

F23A
- アコードワゴン（CF6/7）
- アヴァンシア（TA1/2）
- オデッセイ（RA3/4/6/7）
- アコードクーペ（CG3）
- CL（YA3）